# 真念庵
真念庵（しんねんあん）は高知県土佐清水市に所在する仏堂である。本尊は地蔵菩薩。四国八十八箇所霊場番外札所。

## 概要
江戸時代前期の天和年間（1681年 - 1683年）に大坂寺嶋（現在の大阪府大阪市中央区空堀商店街付近）在住で土佐出身と言われる真念によって地蔵大師堂が建立されたと伝えられ、いつの頃か真念庵と呼ばれるようになった。昭和30年代以前には、当庵の脇に宿坊があった。
当庵が建立された市野瀬地区は、札所間の距離が最も長い四国八十八箇所37番岩本寺と38番金剛福寺の中間地点の伊豆田峠の土佐清水側の麓にあり、かつ、金剛福寺を打ち戻って39番延光寺に向かう途中にある。真念の著書「四国遍路道指南」に「遍路に宿を貸す。これより足摺（金剛福寺）へ7里（28km）、但し篠山へ駆ける時はこの庵に荷物を置き足摺より戻る。月さん（月山霊場）へ駆けるときは荷物を持ち行く」とある。当庵は、善根宿として、また、金剛福寺から打ち戻る遍路の荷物置き場として利用された。
当庵の前には、明治時代初期の庵主であった法印實道（越中の行者で俗名松本伊蔵・明治25年没）が四国を巡拝して浄財を集め、明治20年代に建立した八十八体の写し石仏が並んでいる。石仏は四万十川河口東岸の下田から津蔵渕に渡し市野瀬の住民が背負い伊豆田峠を越えて運ばれたとの伝承がある。また、貞享3年（1677年）に市野瀬村の六左衛門が父母六親の供養のため寄進した手水鉢や元禄5年（1692年）銘の真念の没年を記した供養石仏がある。
当庵への登り口より約0.2km北の市野瀬橋北岸（下ノ加江川を渡る橋で、下田からの道と延光寺へ向かう三原村への道と足摺への道の三叉路にあたる)から当庵を通り金剛福寺までの7里（28km）の遍路道に1丁間隔で道標として丁石を350基立てた。これは「足摺遍路道三百五十丁石」と呼ばれている。丁石の多くは美作国（岡山県北東部）、播磨国（兵庫県南西部）、摂津国（兵庫県南東部・大阪府北部）、地元の有志により立てられた。道路工事などで多くが失われ現在は約14kmの遍路道と55基の丁石が残っている。
現在、当庵の納経は麓の集落にある民家で受けることができる。
当庵は老朽化のため、立て直し予算総額500万円で募金を募り達したので、令和元年12月完成で令和2年2月23日に落慶された。
2023年7月28日、弘法大師坐像がよしだ造佛所で1年間の修理期間を終え、安置および長﨑勝教師（金剛福寺）により開眼法要が行われた。

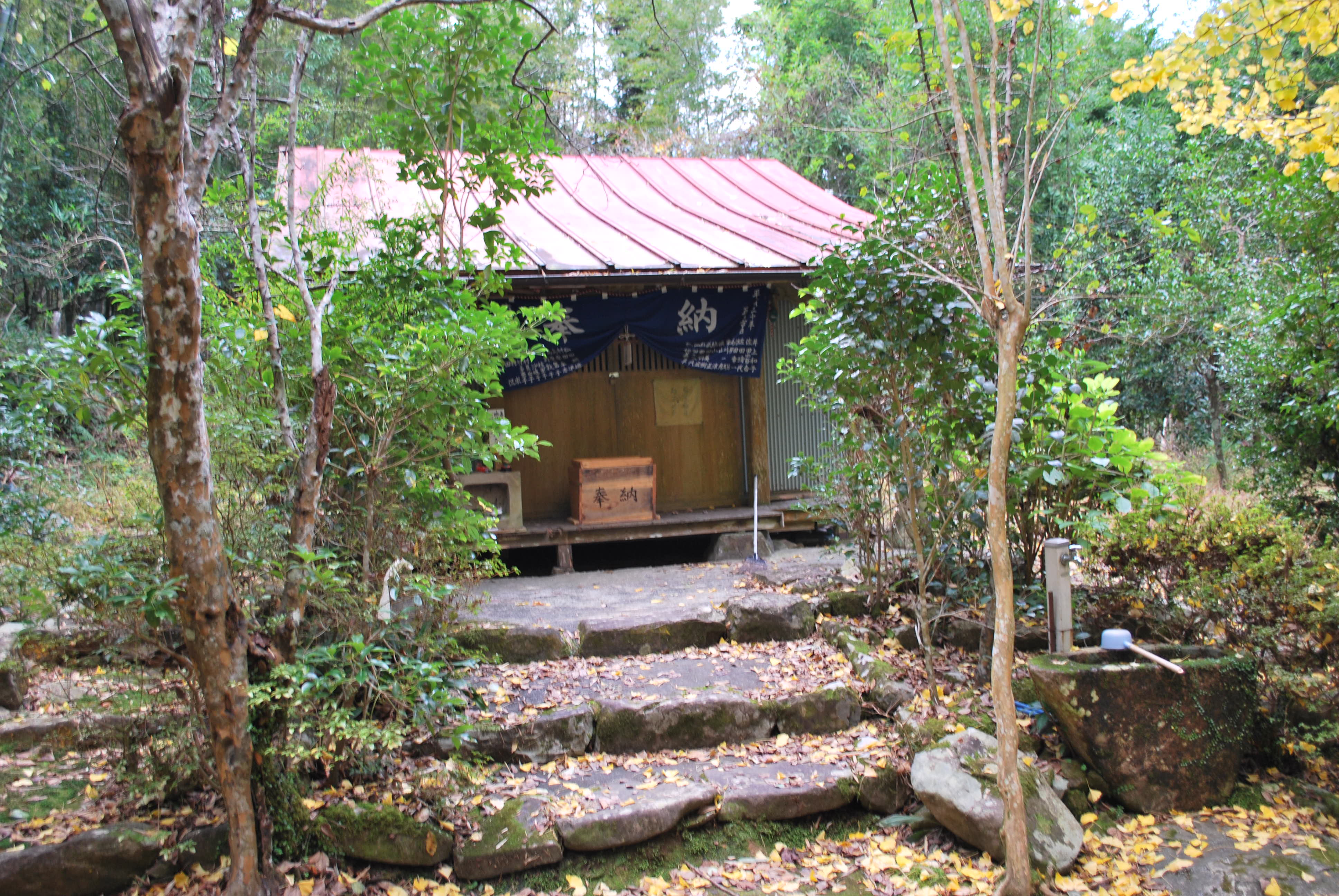
以前の建物
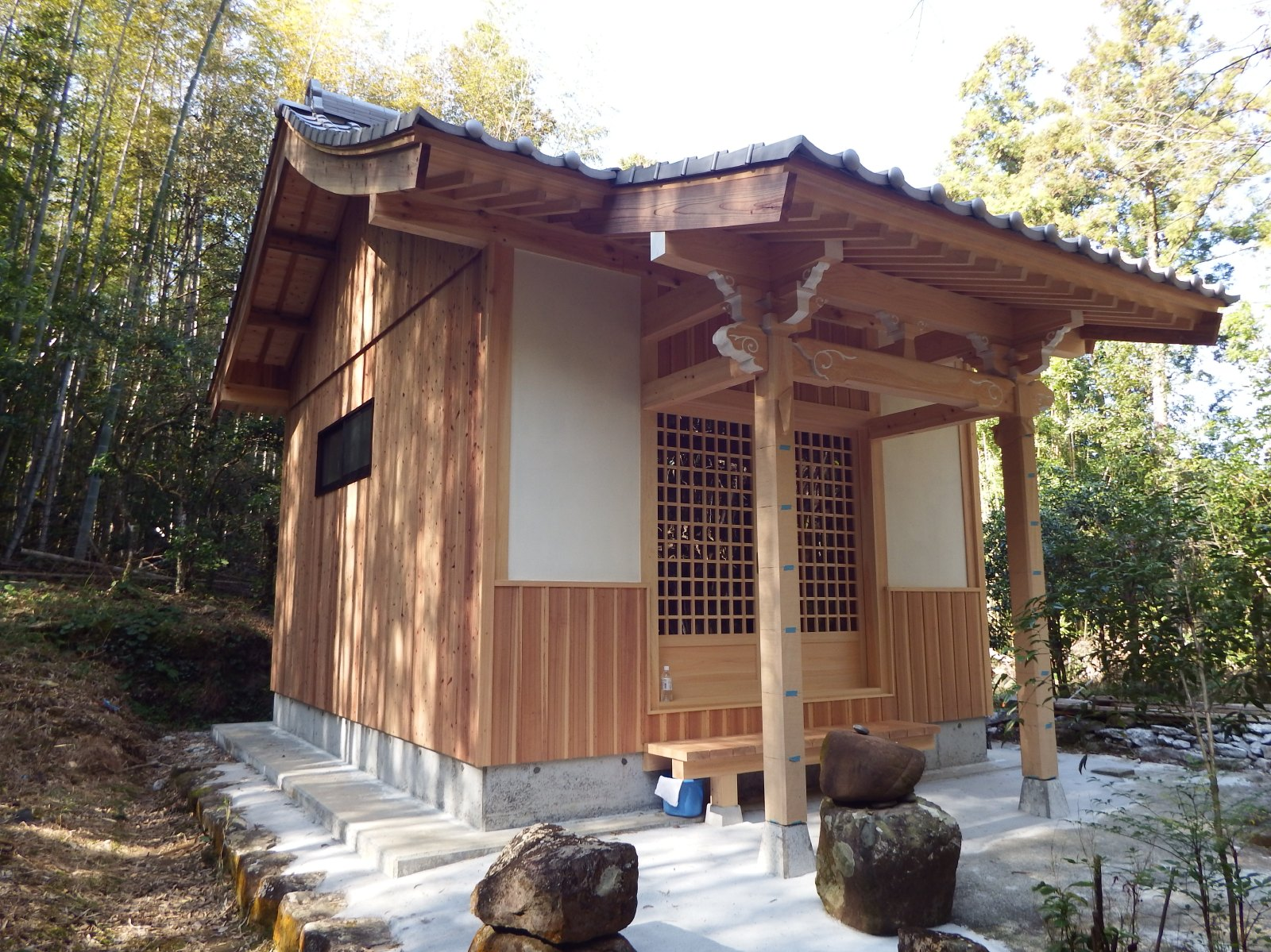
再建された建物
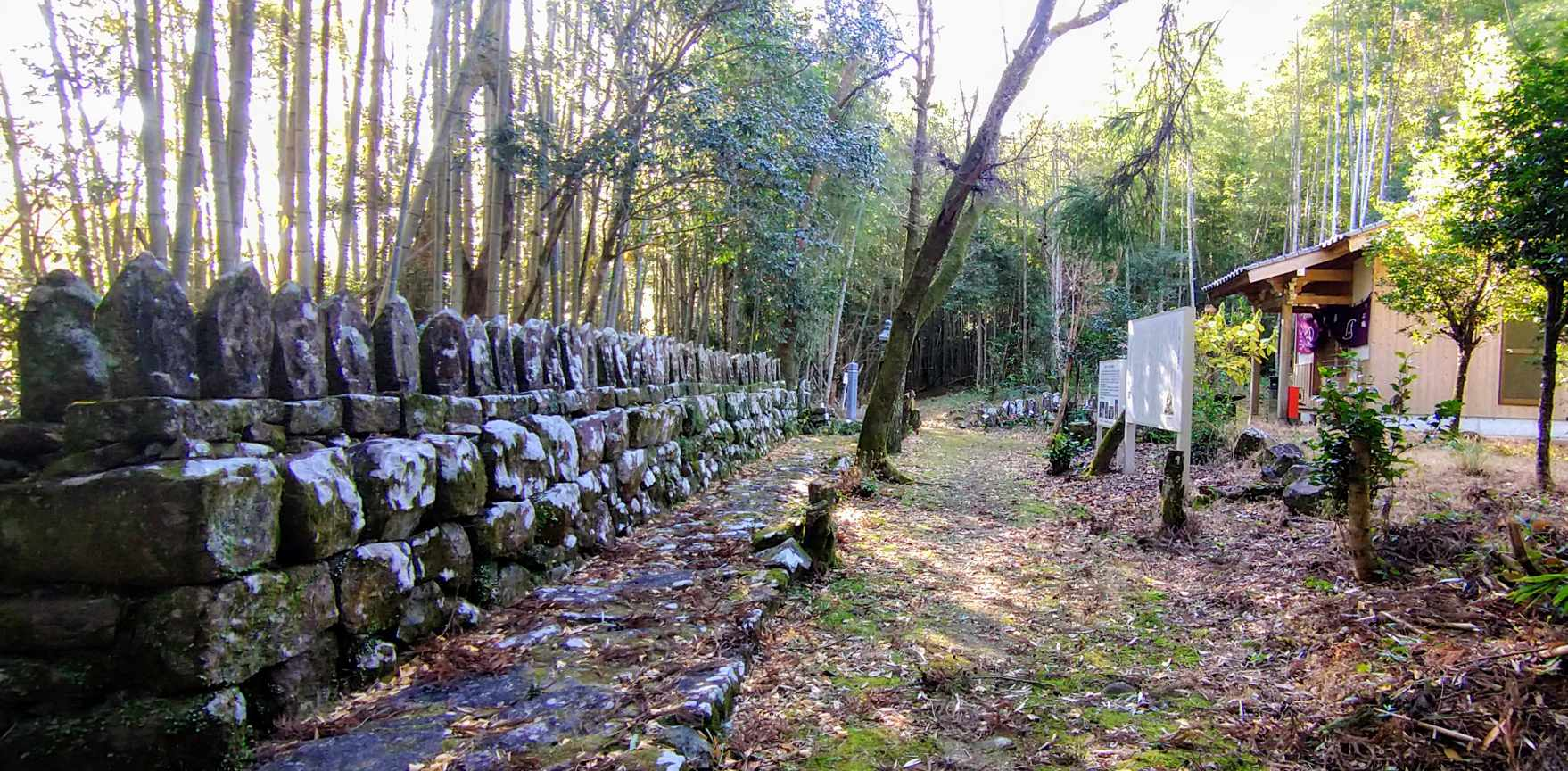
八十八体の写し石仏
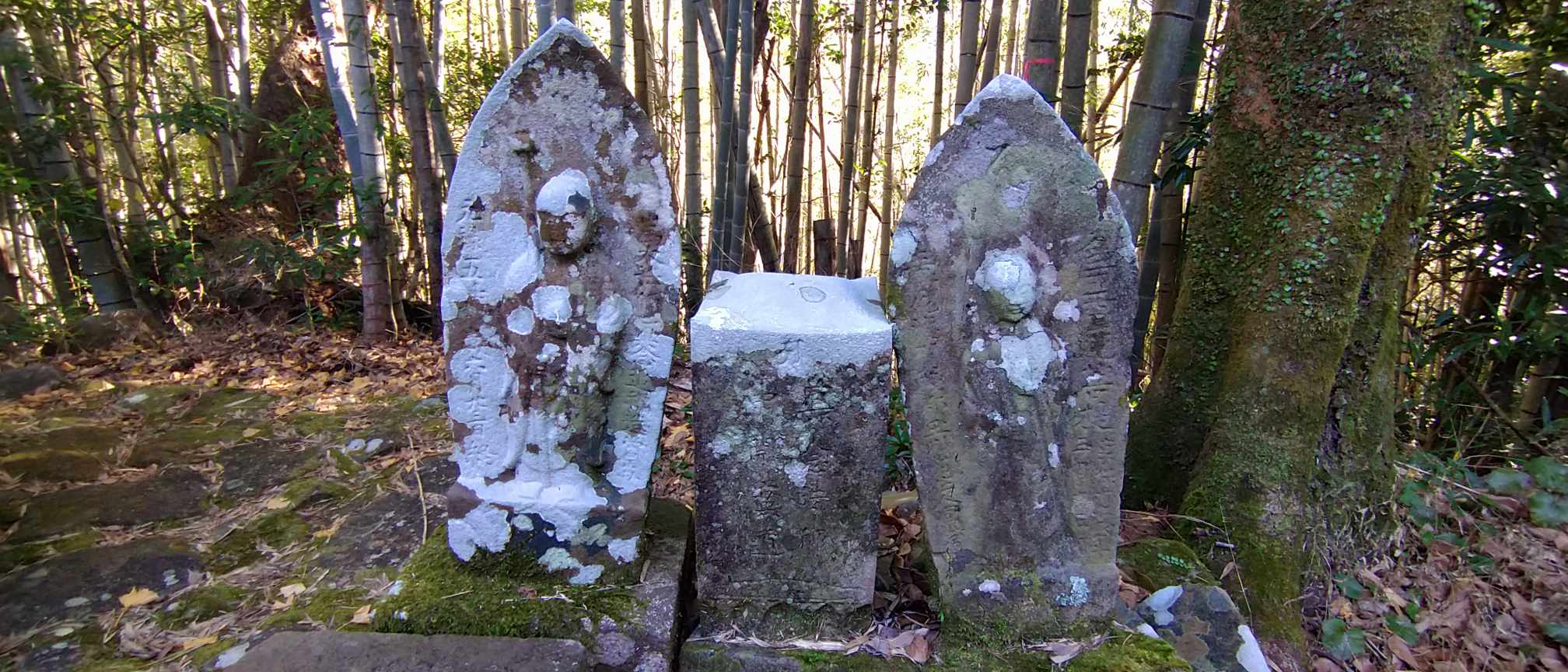
真念供養石仏（左）

## 文化財
史跡
- 土佐遍路道 金剛福寺道 - 土佐清水市下ノ加江の真念庵周辺約600m、令和6年12月20日答申。

土佐市清水市史跡
- 真念庵境内にある仏像・仏具・位牌・石造物などのすべて、令和元年8月5日指定。

歴史の道百選
- 四国遍路道：土佐遍路道　市野瀬 - 真念庵 令和元年10月追加選定。